# Зеленогорье
Зеленогорье (до 1945 года Арпа́т; укр. Зеленогір'я; крымскотат. Arpat, Арпат) — село на Южном берегу Крыма. Входит в Городской округ Алушта Республики Крым (согласно административно-территориальному делению Украины — в составе Приветненского сельсовета Алуштинского горсовета Автономной Республики Крым).

## Население
| 2001 | 2014 |
| ---- | ---- |
| 281  | ↘231 |

Всеукраинская перепись 2001 года показала следующее распределение по носителям языка:
| Язык             | Число жит. | Процент |
| ---------------- | ---------- | ------- |
| русский          | 143        | 50,89   |
| крымскотатарский | 106        | 37,72   |
| украинский       | 31         | 11,03   |

### Динамика численности
| - 1520 год — 54 чел. - 1805 год — 135 чел. - 1864 год — 235 чел. - 1886 год — 324 чел. - 1889 год — 615 чел. - 1892 год — 669 чел. - 1897 год — 835 чел. - 1902 год — 839 чел. | - 1915 год — 959/24 чел. - 1926 год — 820 чел. - 1939 год — 872 чел. - 1989 год — 179 чел. - 2001 год — 281 чел. - 2009 год — 350 чел. - 2014 год — 231 чел. |

## Современное состояние
На 2018 год в Зеленогорье числится 5 улиц; на 2009 год, по данным сельсовета, село занимало площадь 68,2 гектара на которой, в 156 дворах, проживало 350 человек. В Зеленогорье действуют школа-сад, сельский клуб, библиотека, отели, продуктовые магазины, находится отделение ГП «Приветное», входящего в состав ГК НПАО «Массандра». Развивается как популярный центр туризма. В селе расположен уникальный Музей языков мира — единственный в России музей, посвященный языковому многообразию нашей планеты. Село связано автобусным сообщением с Алуштой.

## География
Зеленогорье расположено на юго-восточном побережье Крыма, в восточной части территории Алуштинского городского округа, у стыка границ с территориями Судакского городского округа и Белогорского района. Село находится в долине реки Арпат Главной гряды Крымских гор, в месте впадения двух притоков — Пананьян-Узень справа и Кушень-Узень слева, к северу гора Муэдзин-Кая (602 м), к востоку гора Построфиль (839 м) , высота центра селанад уровнем моря — 260 м. Расстояние до Феодосии — 82 км, там же ближайшая железнодорожная станция, до Алушты — около 75 километров (по шоссе), до Симферополя — примерно 124 километра. Село довольно уединённое — ближайший населённый пункт — село Морское городского округа Судак — примерно в 17 километрах (по шоссе). Транспортное сообщение осуществляется по региональной автодороге 35Н-592 от шоссе Алушта — Судак (по украинской классификации — С-0-11510 ).

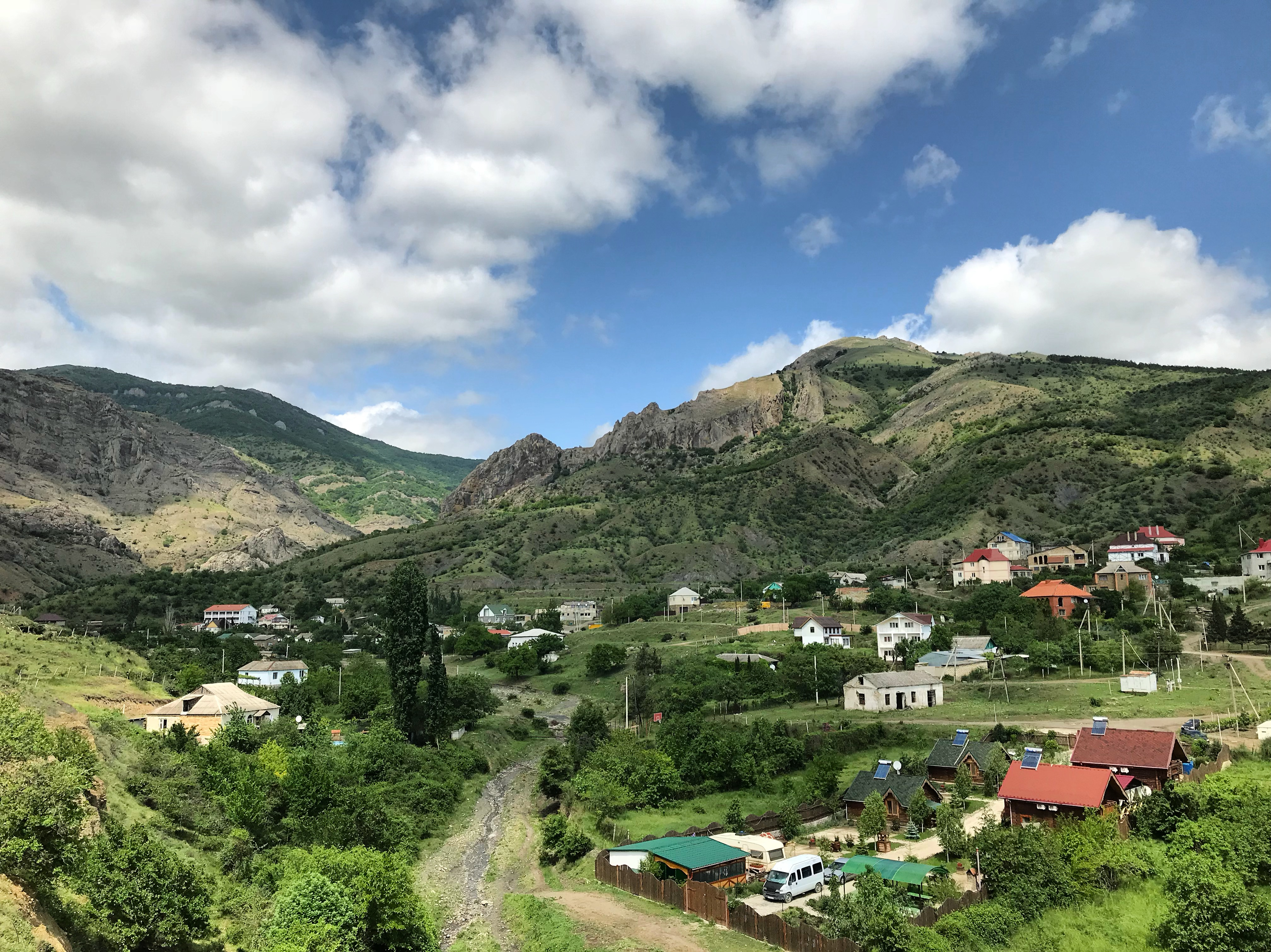
Село Зеленогорье в Крыму
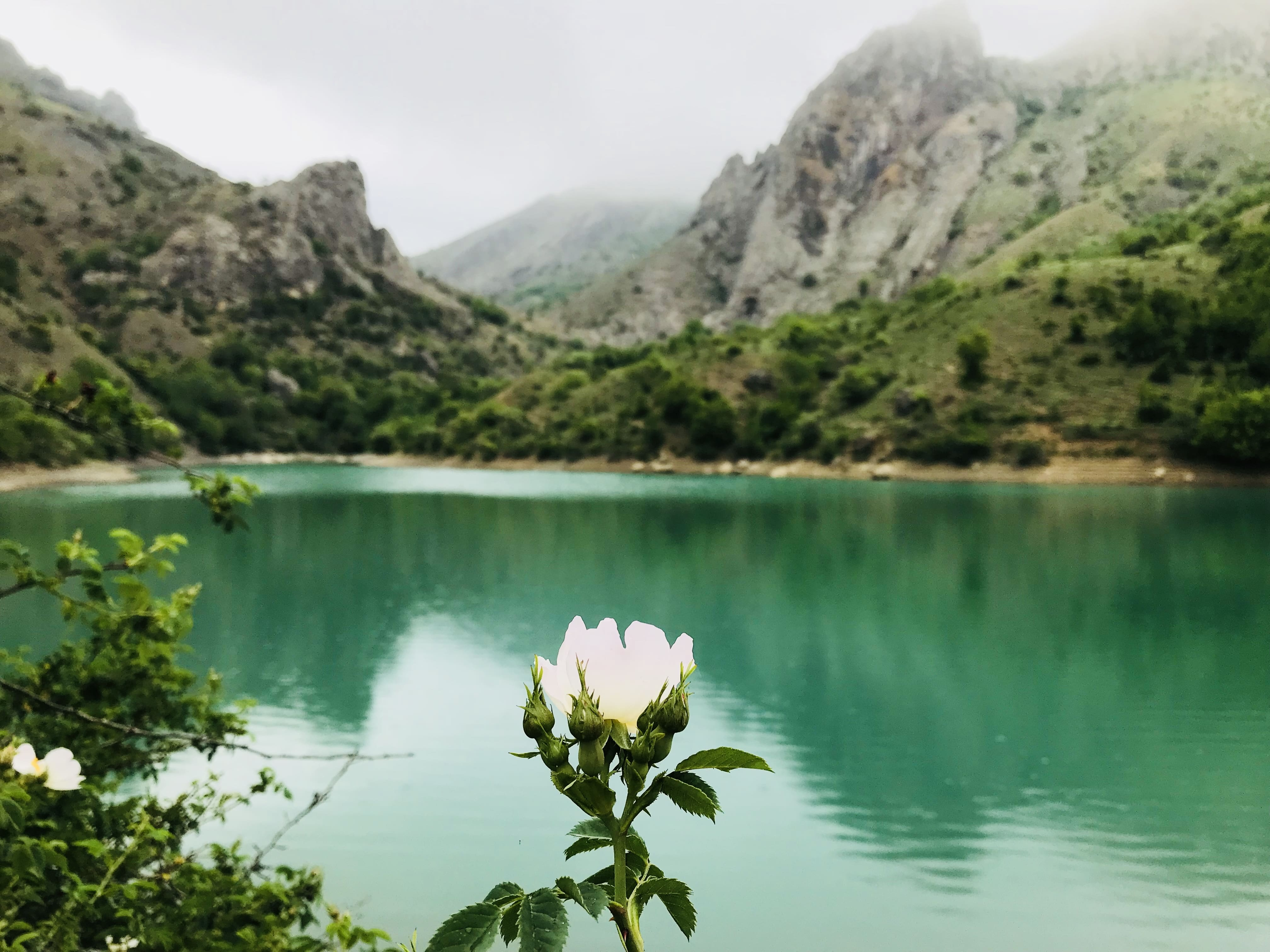
Пруд в Зеленогорье
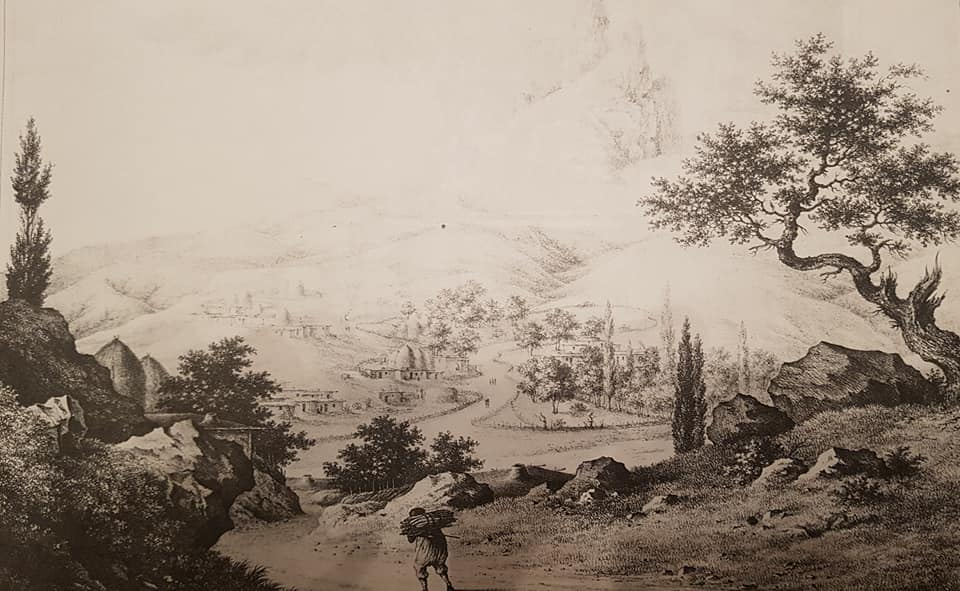
Арпат, 1830-е годы. Из альбома Фёдора Ивановича Гросса «Коллекция живописных видов Крыма», Одесса, 1846 г.
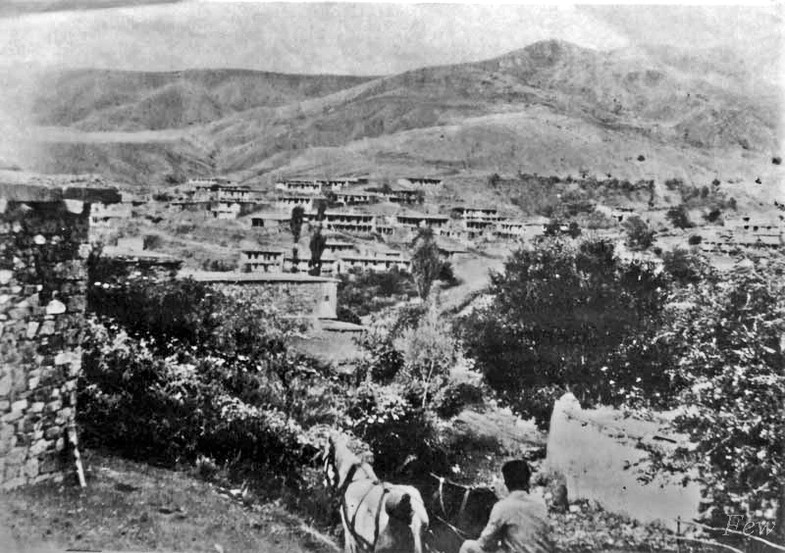
Арпат, 1920-е годы.

## История
Время возникновения Арпата, как и происхождение названия, неизвестно. Название традиционно выводят от тюркского арпа — ячмень, но в этом варианте выпадает конечная т; известный специалист по крымской ойкономии В. А. Бушаков рассматривал греческий вариант ἁρπάζω — похищать, хватать, известный филолог Шапошников предложил армянский вариант арм. սուրբ ուրբաթ — Сурб-Урбат (святая Параскева-Пятница). Истина пока не установлена и вряд ли будет.
Населяли Арпат подвергшиеся сильной эллинизации потомки смешавшихся с автохтонными жителями готов, заселивших край во II—III веках — христиане, окормляемые Готской епархией Константинопольского патриархата. Насколько реальна была в горном селе власть Византии, Хазарского каганата и Орды, владевших побережьем с начала эры, сказать пока нельзя — археологических изысканий в Зеленогорье не проводилось. Известно о наличии в горах над селом остатков средневековой церкви (по мнению некоторых исследователей — монастыря) в урочище Панагия, но они тоже не изучены.
Впервые в доступных источниках название селения, как лат. casalle de l’Arpati встречается в казначейской книге массарии Кафы, начатой 17 марта 1381 года и завершенной 11 июня 1382 года (встречается написание casale de Carpati). Наиболее вероятно, что казалия De l’Arpati входило в число 18 безымянных казалий, упомянутых в договорах Генуи, заключеных консулом Каффы Джанноно ди Боско с сеньором Солхата Черкасом от 27 ноября 1380 года и с сеньором Солхата Элиас-Беем сыном Кутлуг-Баги от 24 февраля 1381 года. Текст договоров совпадает в большинстве деталей, за исключением места проведения переговоров, имён участников и большинства свидетелей с обеих сторон. Согласно договору 1380 года «гористая южная часть Крыма к северо-востоку от Балаклавы», с её поселениями и народом, который суть христиане, полностью переходила во владение генуэзцев.
После разгрома Кафы османами в 1475 году селение было включено состав Судакского кадылыка санджака Кефе (до 1558 года, в 1558—1774 годах — эялета) империи. В османских налоговых документах Arpadi упоминается в 1500 году, когда с селения было собрано 1160 акче налогов. По первой переписи населения Кефинского санджака 1520 года в селении Арпади насчитывалось 10 семей и 54 жителя — все христиане, по второй — 1542 года — числилось 7 семей, также христиан. С XVII века на южном побережье Крыма начинает распространяться ислам. По налоговым ведомостям 1634 года в селении числилось 2 двора немусульман, недавно прибывших из Ускута, при этом 2 семьи, также недавно, выселились в Сартану. По сведениям «Крымскотатарской энциклопедии» в 1670 году в фирмане турецкого султана Арпат упомянут, как греческое село но ни в Джизйе дефтера Лива-и Кефе (Османских налоговых ведомостях) 1652 года, ни в ведомости о выведенных из Крыма в Приазовье христианах" А. В. Суворова от 18 сентября 1778 года, ни ведомости митрополита Игнатия Арпат не значится. Документальное упоминание селения встречается в «Османском реестре земельных владений Южного Крыма 1680-х годов», согласно которому Арпад входил в Судакский кадылык эялета Кефе и принадлежал, как зеамет, ханскому катибу (секретарю). Всего в Арпаде упомянуто 24 землевладельца (все мусульмане), владевших 1617-ю дёнюмами земли.
В 1722 году Арпат и ещё несколько сел Судакского кадылака (Шума, Токлук, Ай-Серез) были переданы крымскому хану во владение на 152 года.. После присоединения Крыма к России (8) 19 апреля 1783 года, (8) 19 февраля 1784 года, именным указом Екатерины II сенату, на территории бывшего Крымского Ханства была образована Таврическая область и деревня была приписана к Левкопольскому, а после ликвидации в 1787 году Левкопольского — к Феодосийскому уезду Таврической области. С началом Русско-турецкой войной 1787—1791 годов, в феврале 1788 года производилось выселение крымских татар из прибрежных селений во внутренние районы полуострова, в том числе и из Арпата. В конце войны, 14 августа 1791 года всем было разрешено вернуться на место прежнего жительства. После Павловских реформ, с 1796 по 1802 год, входила в Акмечетский уезд Новороссийской губернии. По новому административному делению, после создания 8 (20) октября 1802 года Таврической губернии, Арпат был включён в состав Кокташской волости Феодосийского уезда.
По Ведомости о числе селений, названиях оных, в них дворов… состоящих в Феодосийском уезде от 14 октября 1805 года, в деревне Арпат числилось 28 дворов и 135 жителей, исключительно крымских татар. На военно-топографической карте генерал-майора Мухина 1817 года деревня обозначена с 26 дворами. После реформы волостного деления 1829 года Арпат, согласно «Ведомости о казённых волостях Таврической губернии 1829 года» остался в составе Кокташской волости. На карте 1836 года в деревне 65 дворов, как и на карте 1842 года.

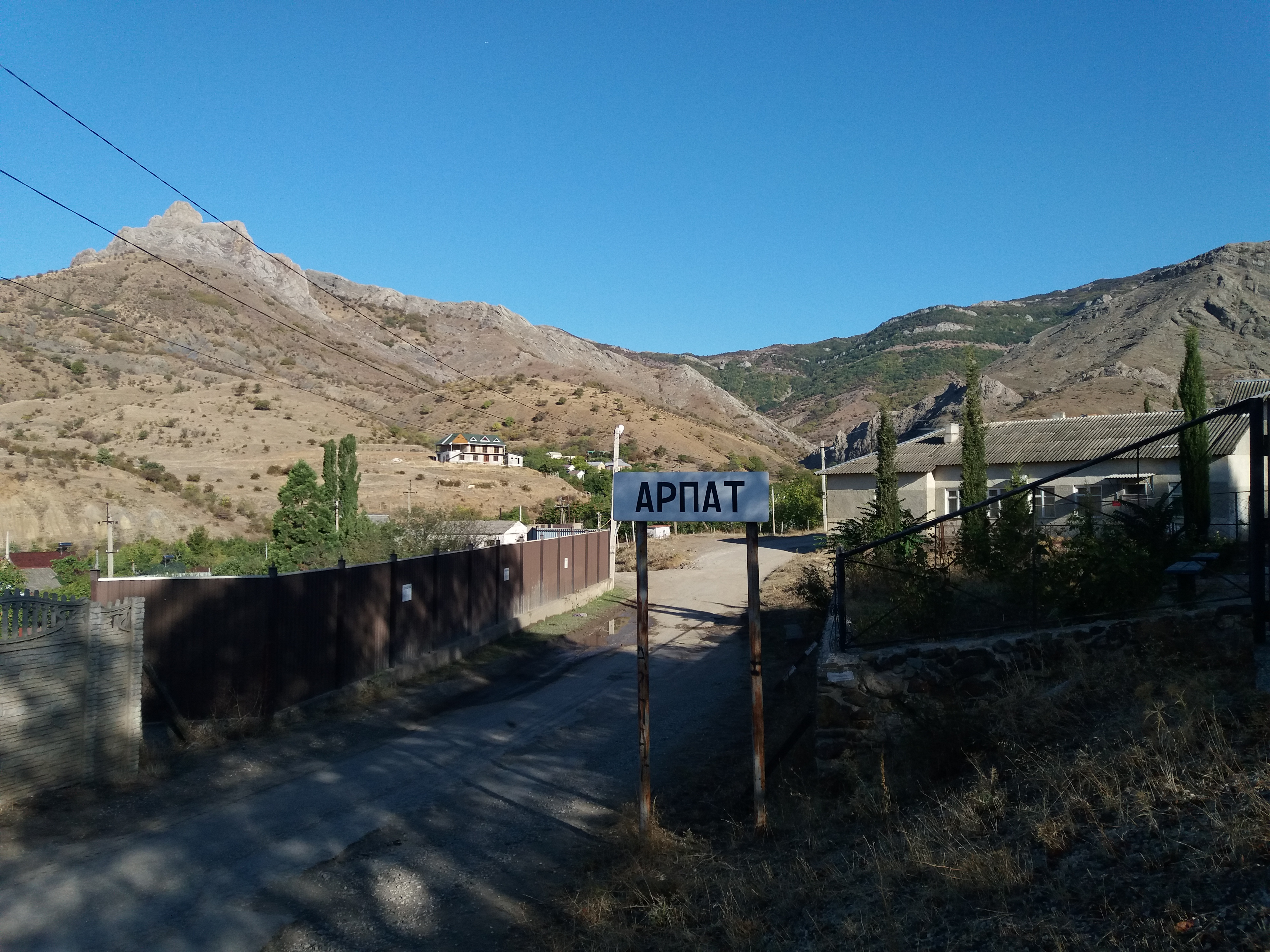
Указатель с историческим названием «Арпат» в деревне Зеленогорье, Крым

В 1860-х годах, после земской реформы Александра II, деревню приписали к Таракташской волости. Согласно «Списку населённых мест Таврической губернии по сведениям 1864 года», составленному по результатам VIII ревизии 1864 года, Арпат — казённая татарская деревня с 69 дворами, 235 жителями и мечетью при речке Арпат. По обследованиям профессора А. Н. Козловского начала 1860-х годов, селение «…изобилуют родники прекрасной пресной воды». На трёхверстовой карте 1865—1876 года в деревне Арпат обозначено 47 дворов. На 1886 год в деревне, согласно справочнику «Волости и важнѣйшія селенія Европейской Россіи», проживало 324 человека в 71 домохозяйстве, действовали мечеть и лавка. В «Памятной книге Таврической губернии 1889 года», по результатам Х ревизии 1887 года записан Арпач со 135 дворами и 615 жителями.
После земской реформы 1890-х годов деревня осталась в составе преобразованной Таракташской волости. По «…Памятной книжке Таврической губернии на 1892 год» в Арпате, составлявшем Арпатское сельское общество, числилось 669 жителей в 174 домохозяйствах, а на верстовке Крыма 1893 года — 97 дворов с татарским населением. Всероссийская перепись 1897 года зафиксировала в деревне 835 жителей, все мусульмане (крымские татары). По «…Памятной книжке Таврической губернии на 1902 год» в деревне Арпат, составлявшей Арпатское сельское общество, числилось 839 жителей в 174 домохозяйствах. По Статистическому справочнику Таврической губернии. Ч.II-я. Статистический очерк, выпуск пятый Феодосийский уезд, 1915 год, в деревне Арпат Таракташской волости Феодосийского уезда числилось 224 двора (все дворы с землёй) с татарским населением в количестве 959 человек приписных жителей и 24 «посторонних», из которых 535 мужчин и 448 женщин. Жители владели 3047 десятинами удобной земли. В хозяйствах имелось 32 лошади, 18 волов, 57 коров и 685 голов овец, свиней, или коз.
При Советской власти, по постановлению Крымревкома от 8 января 1921 года была упразднена волостная система и село включили в состав вновь созданного Судакского района Феодосийского уезда,, а в 1922 году уезды получили название округов. 11 октября 1923 года, согласно постановлению ВЦИК, в административное деление Крымской АССР были внесены изменения, в результате которых округа ликвидировались и Судакский район стал самостоятельной административной единицей. Согласно Списку населённых пунктов Крымской АССР по Всесоюзной переписи 17 декабря 1926 года, в селе Арпат, центре Арпатского сельсовета Судакского района, числилось 220 дворов, из них 217 крестьянских, население составляло 820 человек. В национальном отношении учтено 818 татар и 2 русских, действовала татарская школа. По данным всесоюзной переписи населения 1939 года в селе проживало 872 человека.
В 1944 году, после освобождения Крыма от фашистов, согласно Постановлению ГКО № 5859 от 11 мая 1944 года, 18 мая все крымские татары были депортированы в Среднюю Азию,: на 15 мая 1944 года подлежало выселению 1227 человек крымских татар; было принято на учёт 223 дома спецпереселенцев.

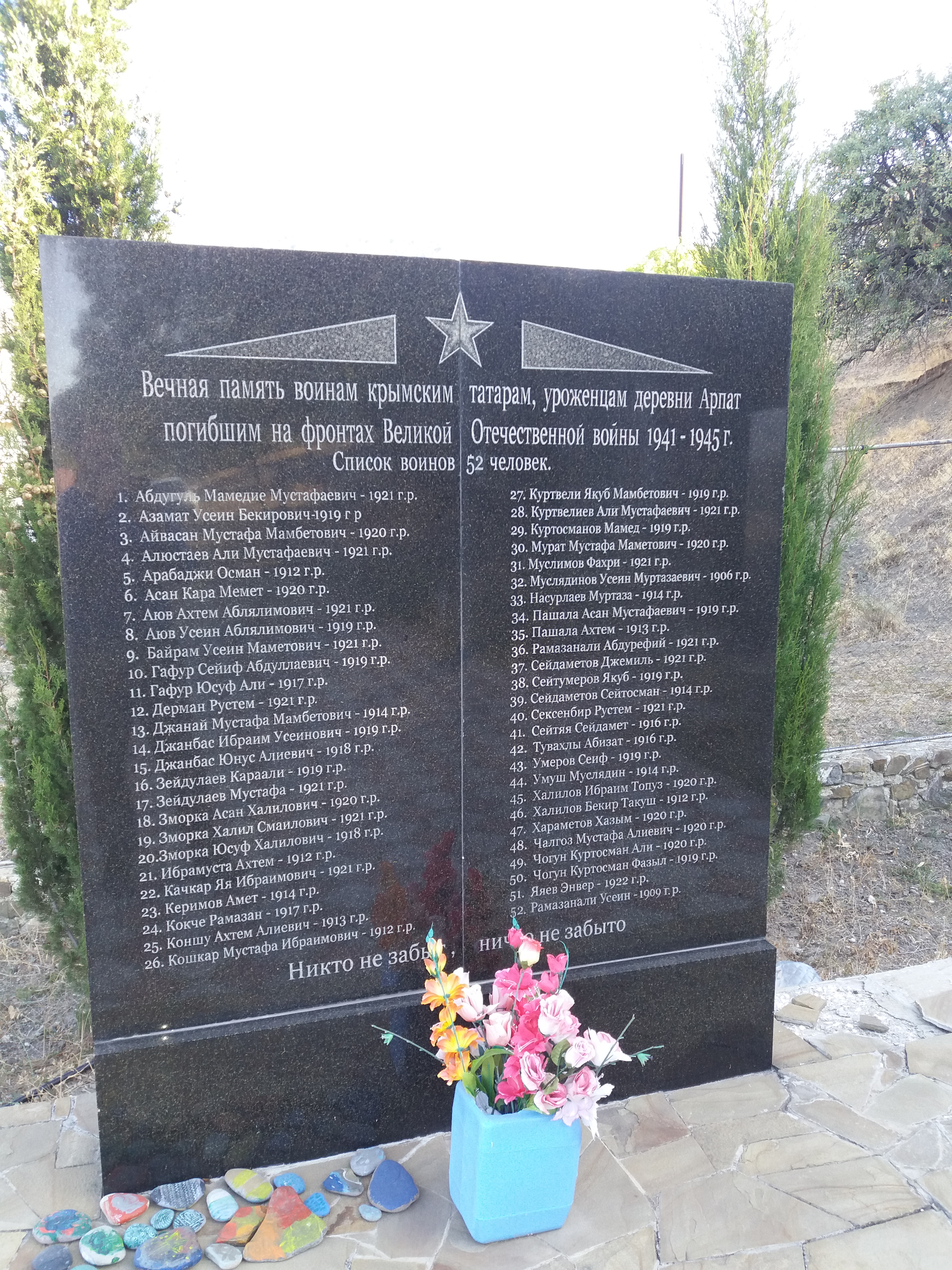
Памятник воинам крымским татарам, уроженцам деревни Арпат погибшим на фронтах Великой Отечественной войны 1941—1945 гг

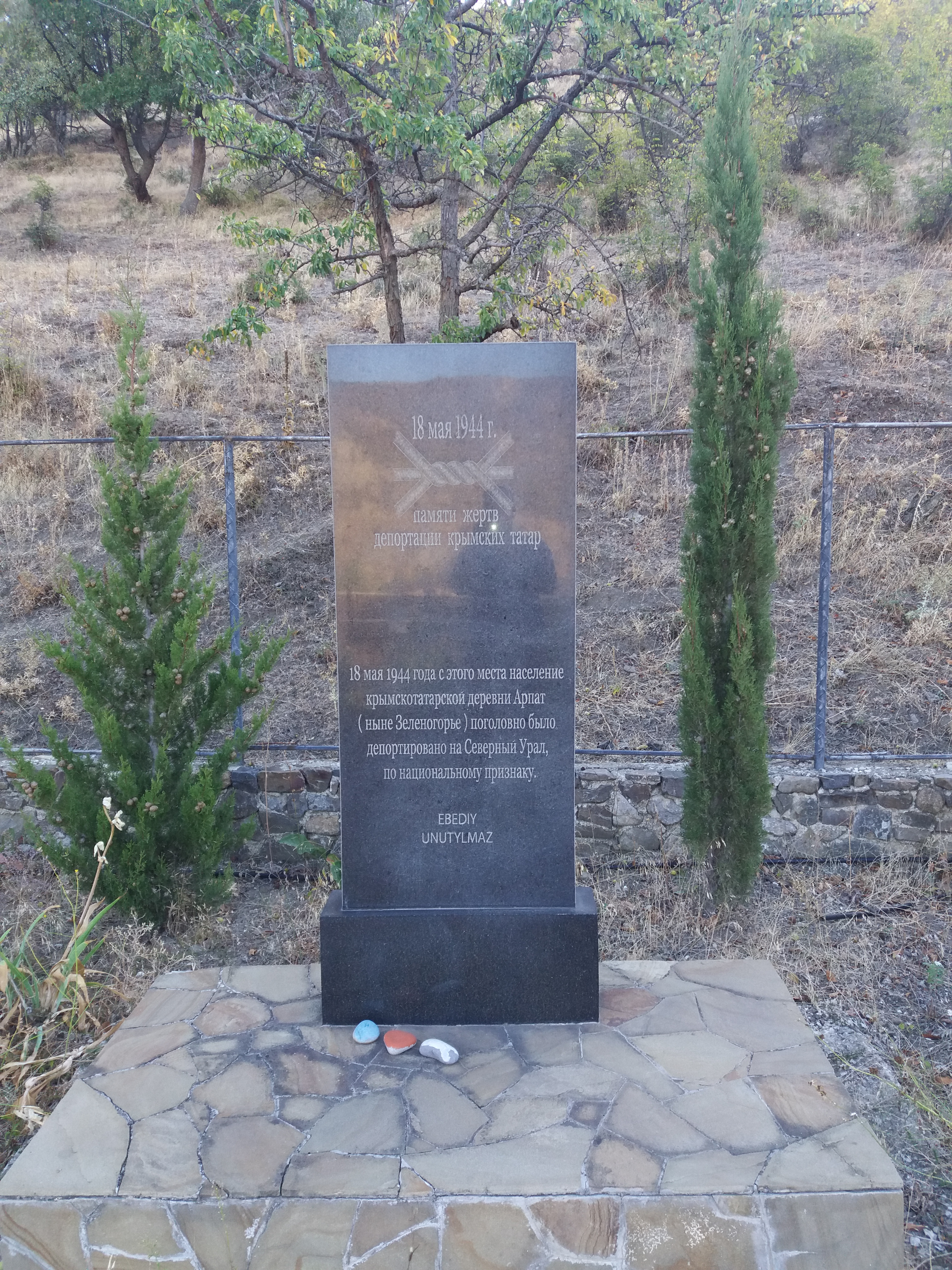
Мемориал жертвам депортации крымских татар 18 мая 1944

12 августа 1944 года было принято постановление № ГОКО-6372с «О переселении колхозников в районы Крыма», по которому в Судакский район из Краснодарского и Ставропольского края переселялось 7500 человек, в том числе и в опустевший Арпат и в сентябре 1944 года в район приехали первые новоселы (2469 семей) из Ставропольского и Краснодарского краёв, а в начале 1950-х годов последовала вторая волна переселенцев из различных областей Украины. Указом Президиума Верховного Совета РСФСР от 21 августа 1945 года Арпат был переименован в Зеленогорье и Арпатский сельсовет — в Зеленогориевский. С 25 июня 1946 года Зеленогорье в составе Крымской области РСФСР, а 26 апреля 1954 года Крымская область была передана из состава РСФСР в состав УССР. Время упразднения сельсовета пока не установлено: на 15 июня 1960 года село уже в составе Морского сельсовета Судакского района.
Указом Президиума Верховного Совета УССР «Об укрупнении сельских районов Крымской области», от 30 декабря 1962 года Судакский район был упразднён и село присоединили к Алуштинскому. 1 января 1965 года, указом Президиума ВС УССР «О внесении изменений в административное районирование УССР — по Крымской области», Алуштинский район был преобразован в Алуштинский горсовет и село включили в его состав. В 1979 году был воссоздан Судакский район и Зеленогорье, вместе с сельсоветом, передали в его состав. По данным переписи 1989 года в селе проживало 179 человек. С 12 февраля 1991 года село в восстановленной Крымской АССР. Постановлением Верховного Совета Автономной Республики Крым от 9 июля 1991 года Судакский район был ликвидирован и село вернулось в состав Алуштинского горсовета. 26 февраля 1992 года Крымская АССР переименована в Автономную Республику Крым. С 21 марта 2014 года в составе Крыма аннексировано Россией, с 5 июня 2014 года в Городском округе Алушта.

## Культура
В 2019 году в селе открылся Музей языков мира, посвященный лингвистическому многообразию народов мира Экспозиция включает в себя аудио-записи звучания сотен языков, образцы древних и современных письменностей на различных материалах для письма — бересте, камне, глине, пальмовых листьях, узелковое письмо инков и другие.. Одна из заявленных целей создания музея — это повышение межкультурной толерантности через демонстрацию многообразия средств коммуникации между людьми.

Экспозиция музея, 2019 год.
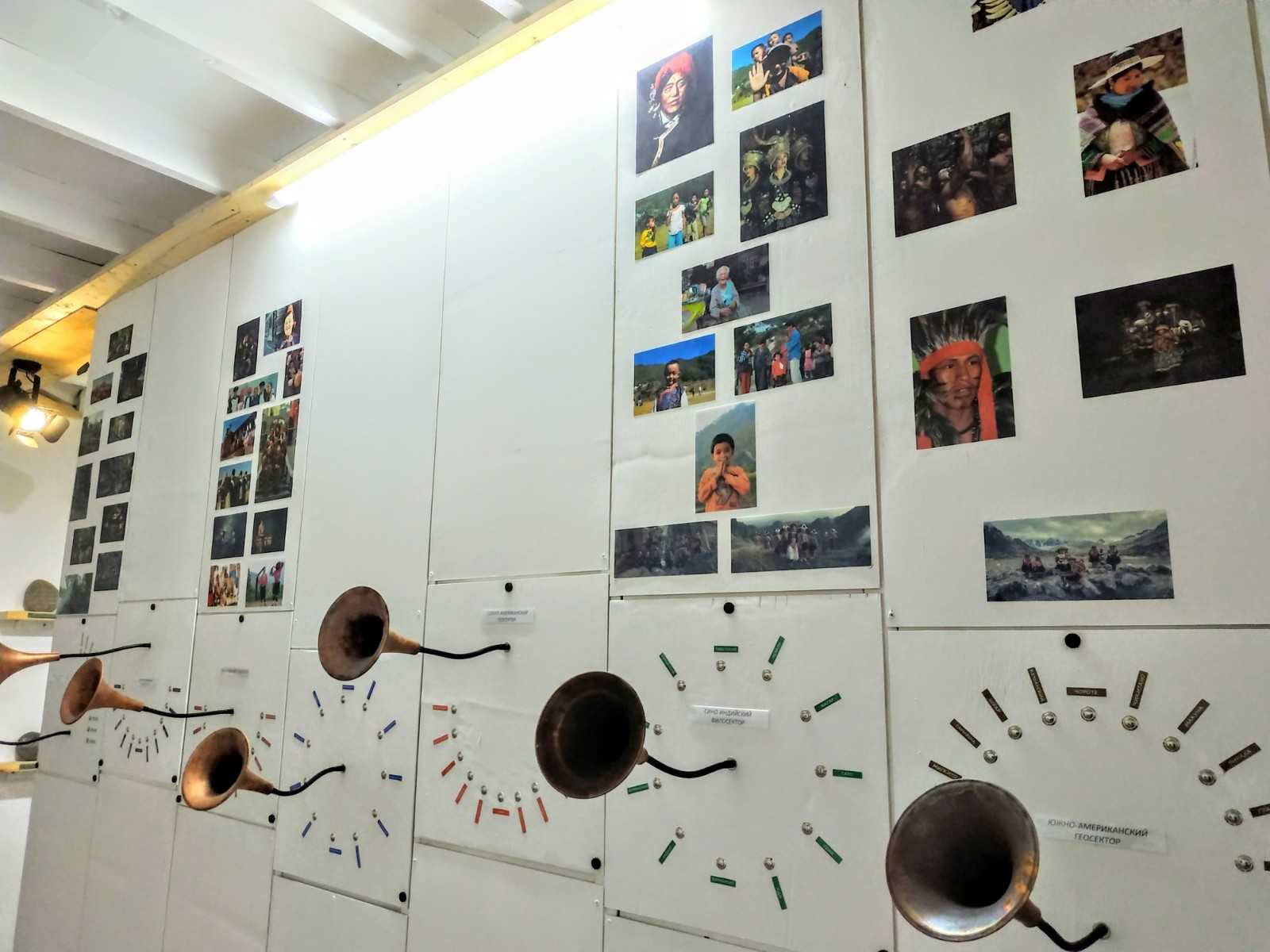
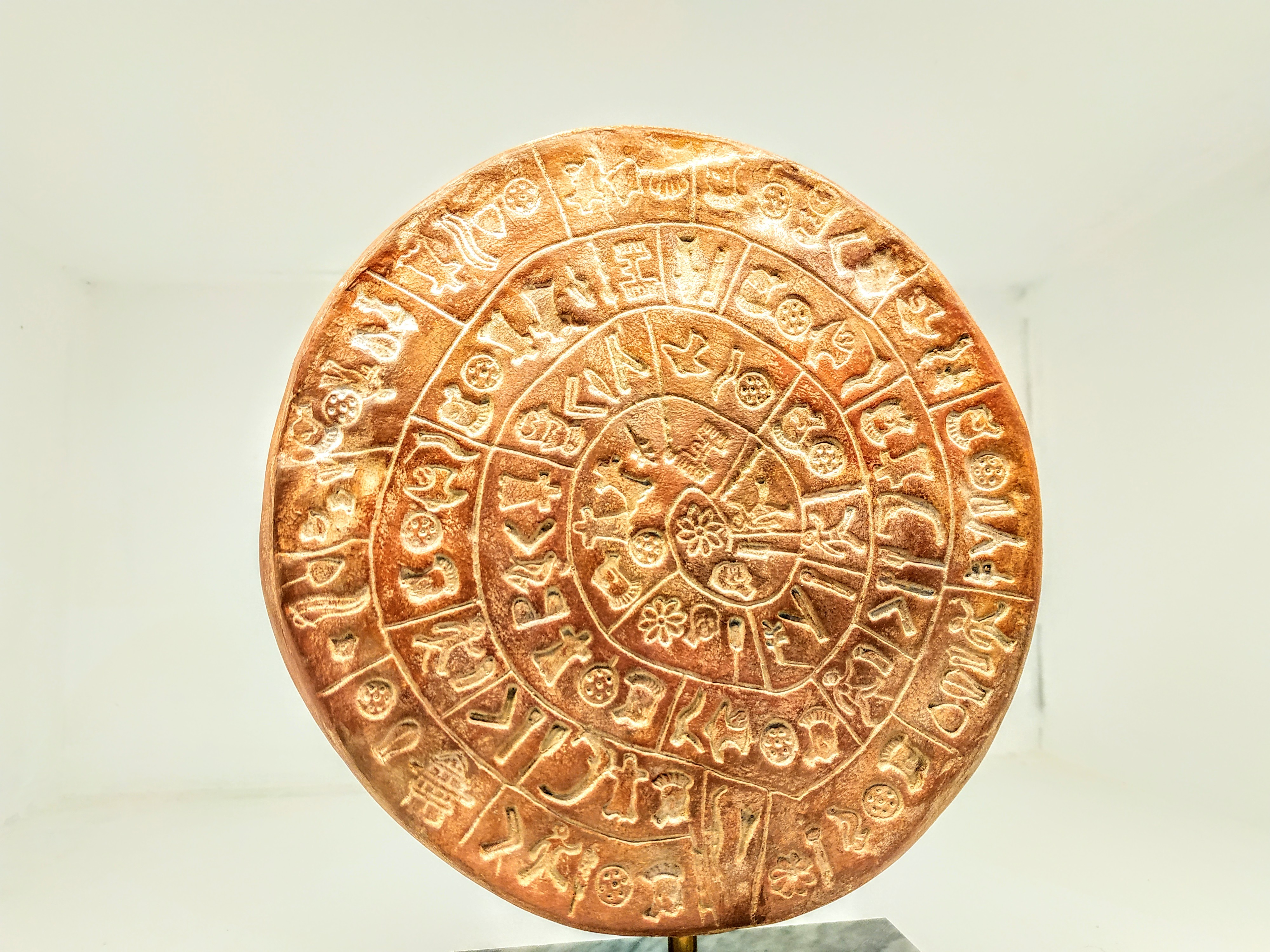
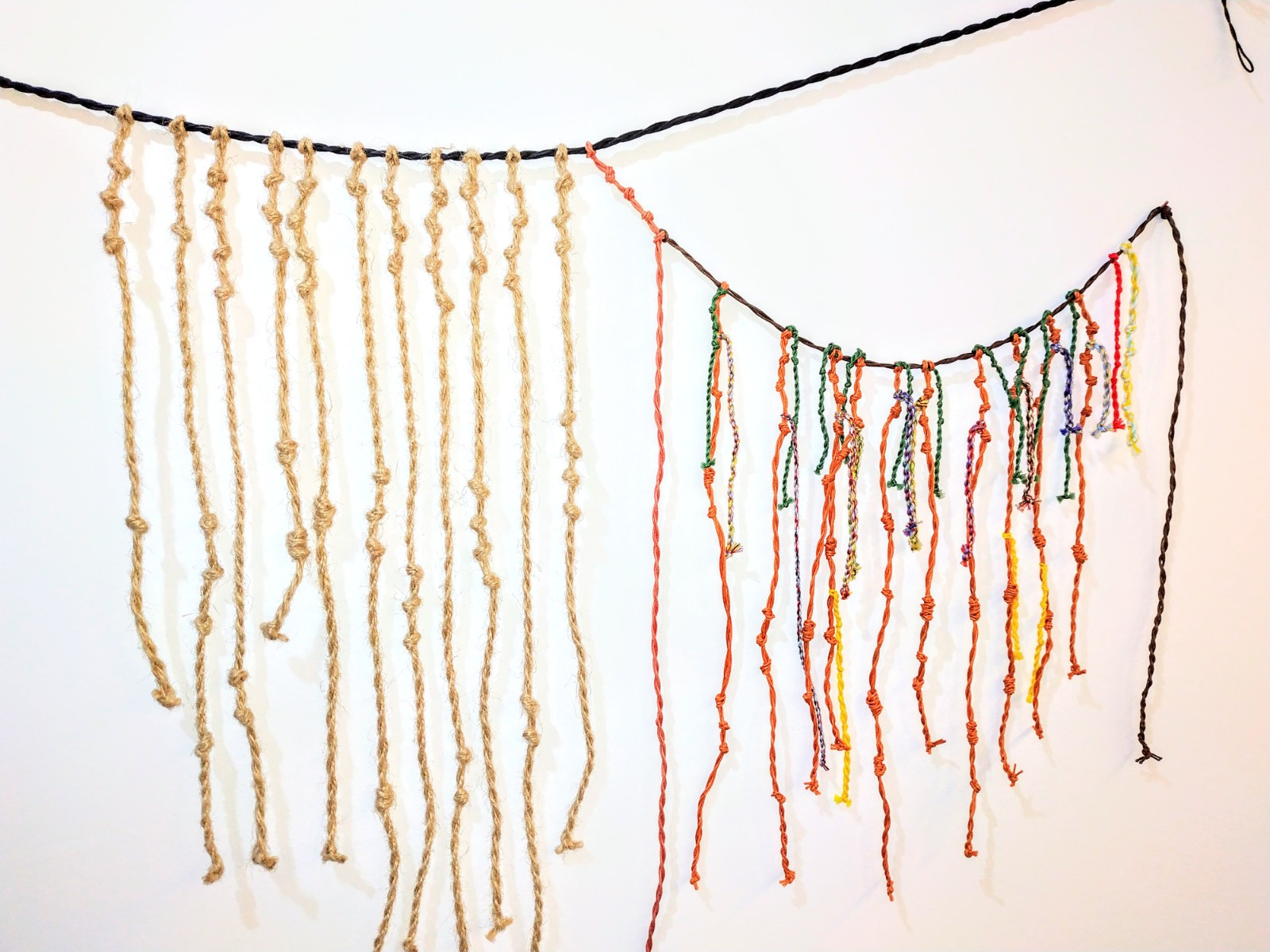
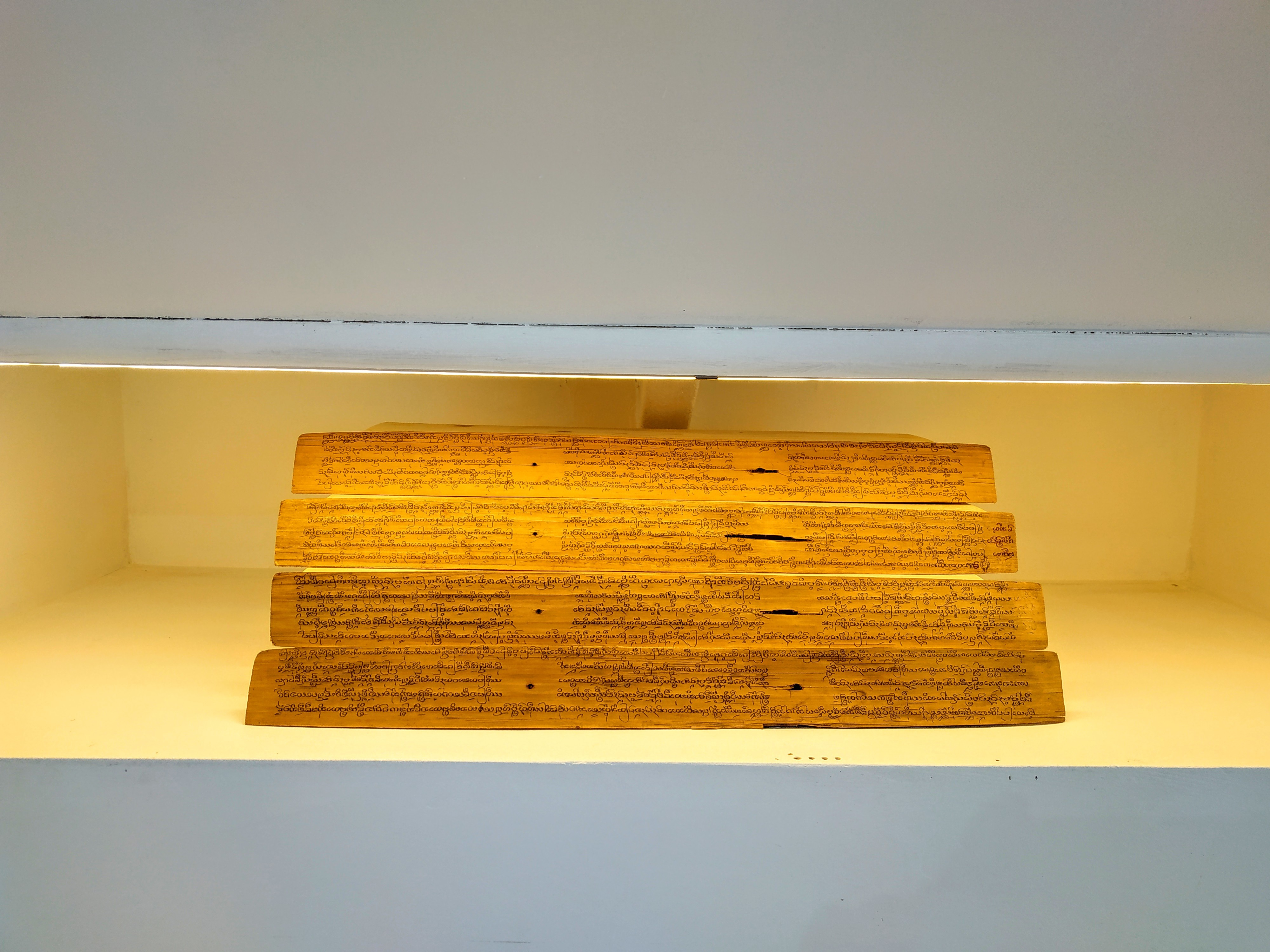
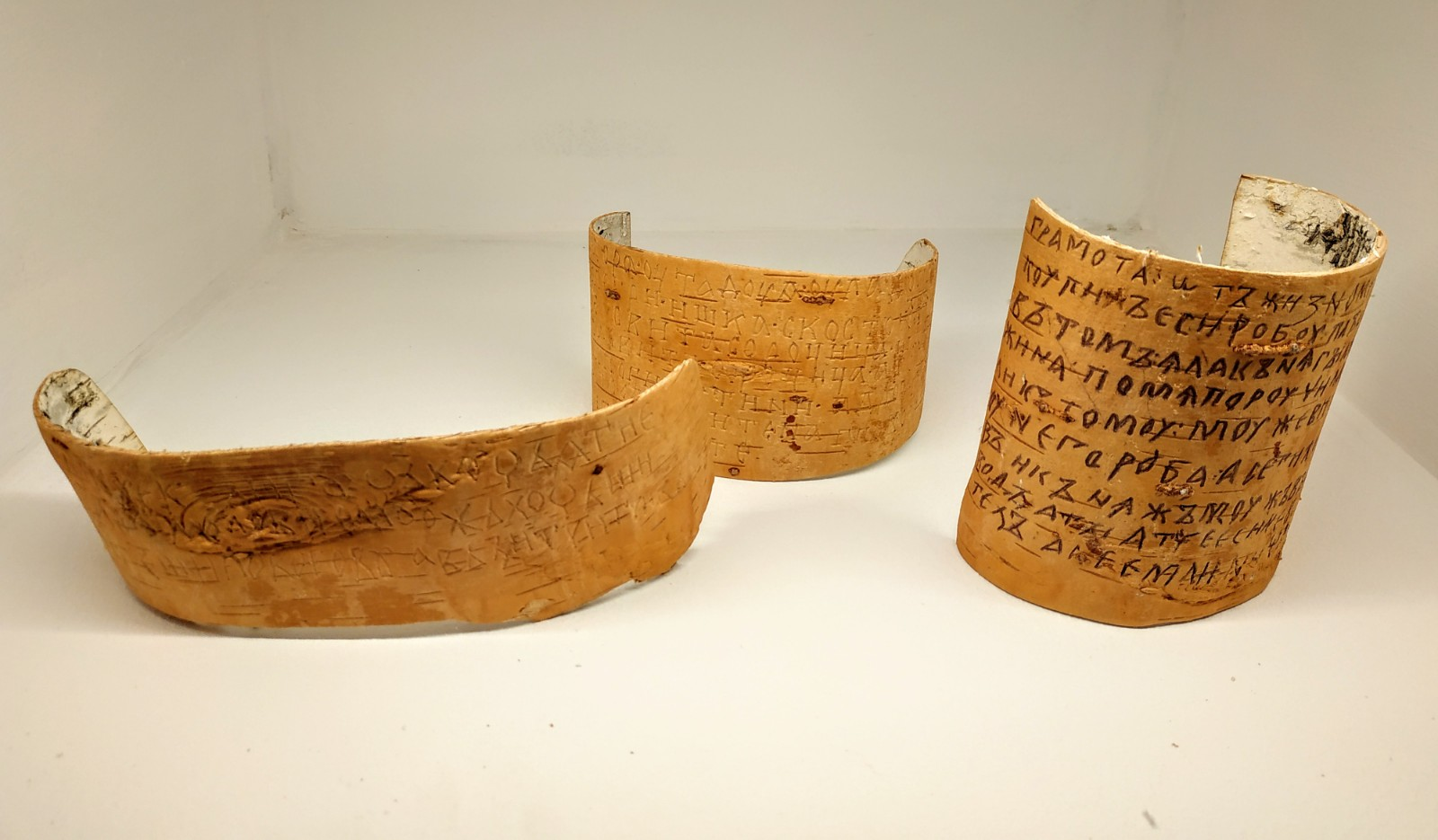
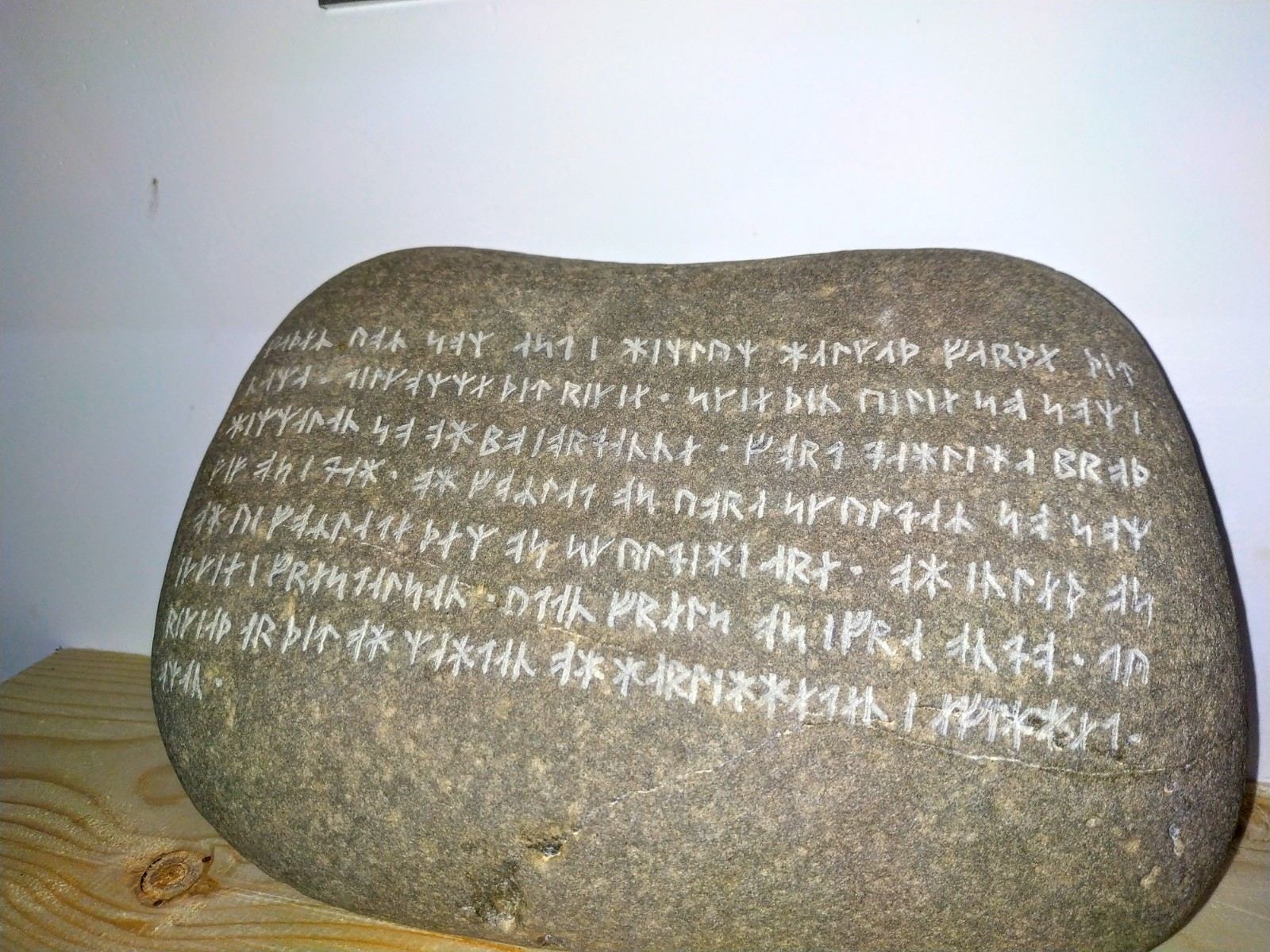